# Розенштейн, Гуго
Гуго Розенштейн (латыш. Hugo Rozenšteins; 11 июля 1892-30 июля 1941) — латвийский военный деятель, генерал. Последний начальник Генерального штаба Латвийской армии (1939—1940). Военный писатель.

## Биография
Сын мельника. Окончил Рижскую реальную школу.
В январе 1914 года добровольно поступил на службу в Русскую императорскую армию. Служил в Печорском 92-м пехотном полку, дислоцированном в Нарве.
После начала Первой мировой войны отправился на фронт. В сентябре был отправлен на учёбу в Петроградское Александровское военное училище, которое окончил в феврале 1915 года. Некоторое время служил в 24-м резервном батальоне, затем в 25-м резервном батальоне. В июле 1915 г. был назначен командиром роты тифлисского 15-го гренадерского полка. В декабре ему присвоено звание подпоручика. Позднее — командир батальона. В 1916 году — поручик.
В 1917 году переведён на службу в штаб дивизии и корпуса. В декабре 1917 года, после Октябрьской революции, оставил службу в РИА.
Во время Первой мировой войны был награждён орденом Св. Владимира IV степени, орденом Св. Станислава II и III степени, орденами Св. Анны II, III, IV степени. Оставив военную службу, жил в Москве, Тверской губернии и Петрограде. После заключения Брестского мира в мае 1918 года вернулся в Латвию, где поселился у родителей.
В декабре 1918 года вступил в вооруженные силы Временного правительства Латвии (позже вступил в Латвийскую армию). Служил офицером в 1-м Латгальском полку. В первом же крупном сражении под Лиелауце был тяжело ранен в плечо. Эвакуирован в госпиталь в Лиепаю, позже отправлен на лечение в Германию. Вернувшись на родину, продолжал лечение. По заключению врачей был признан непригодным для дальнейшей службы на фронте и назначен помощником начальника Генерального штаба.
В ноябре 1919 года капитан Г. Розенштейн стал создателем и руководителем отдела внешней разведки.
В марте 1920 года получил чин подполковника. С 5 сентября 1920 по январь 1921 года — военный атташе в Германии.
В апреле 1921 года вновь назначен начальником разведывательного отдела. В 1924 году окончил Высшие офицерские курсы. Несколько раз служил начальником оперативного отдела штаба Латвийской армии. Одновременно преподавал в Высшей офицерской школе.
В 1926 году награждён Крестом Свободы Эстонии I-й степени.
В 1926—1928 годах обучался в Чехословацкой военной академии. С ноября 1928 года — полковник. В декабре 1932 года был награждён Крестом Заслуг айзсаргов.
В мае 1934 года принял участие в государственном перевороте в Латвии. В сентябре 1935 года получил назначение на должность начальника Высшей военной школы. В ноябре того же года стал генералом. В сентябре 1937 года в составе латвийской военной делегации наблюдал за учениями Красной Армии в Белоруссии.
В октябре был назначен начальником Генерального штаба Латвийской армии. После ввода советских войск в Латвию в августе 1940 года был арестован НКВД и переправлен в Москву.
Упоминался в спецсообщении В. Н. Меркулова И. В. Сталину о деле Ж. Баха от 7.04.1941 г. с приложением протокола допроса, как один из организаторов шпионажа против СССР. 9 июля 1941 года был приговорён к смертной казни. Расстрелян 30 июля 1941 года.

## Труды
Г. Розенштейн — автор ряда статей, посвящённых военным темам в латвийской прессе и нескольких книг, посвященных военному делу.
Избранные публикации:
- «Latvijas kara ģeogrāfija» (1932)
- «Kājnieku pulka aizmugures noorganizēšana kara laikā» (1937)
- «Divīzijas, pulka un bataljona vadības organizācija un darbības kara laikā» (1937)
- «Flanka un koncentriskais manevrs uzbrukumā» (1938)
- «Cīņa pret flanku manevru un ielenkta karaspēka kaujas darbība» (1938)
- «Latvijas armija 20. gados» (1940)